# Lucía Martelli
Lucía Martelli (Buenos Aires, 9 novembre 1989) è un'ex calciatrice argentina, di ruolo attaccante.

## Carriera

### Club
L'inizio della carriera di Martelli arriva ad un'età piuttosto inoltrata e in modo causale. Iscritta all'Università di Buenos Aires, dall'età di 20 anni viene esortata ad affiancare al suo percorso di studio all'attività atletica nella squadra di calcio femminile universitario dell'ateneo l'UBA Fútbol, rimanendo legata a questa per oltre dieci anni e disputando la Primera División A quando la Federcalcio argentina invitò l'università a iscriversi al massimo livello del campionato nazionale.
Nel 2018 affronta il suo primo impegno all'estero, firmando per l'Atlético Huila un contratto semestrale, squadra colombiana con la quale ottiene il titolo di Campione di Colombia e ha l'occasione, vincendola, di giocare la Coppa Libertadores in Brasile.
Tornata in Argentina si lega al River Plate rimanendo con il club di Buenos Aires fino al termine 2021.
All'inizio del 2022 viene annunciato il suo arrivo in Italia per quella che è la sua seconda esperienza all'estero.

## Palmarès

### Club

#### Competizioni nazionali
- Campionato colombiano femminile: 1

Atlético Huila: 2018

#### Competizioni internazionali
- Coppa Libertadores: 1

Atlético Huila: 2018